# باباسرگئی (فیلم)
«پدر سرگی» (انگلیسی: Father Sergius (film)) یک فیلم است که در سال ۱۹۱۷ بر اساس رمان پدر سرگی اثر نویسنده شهیر روس، لئو تولستوی منتشر شده است.